# Geolycosa sanogastensis
Geolycosa sanogastensis este o specie de păianjeni din genul Geolycosa, familia Lycosidae. A fost descrisă pentru prima dată de Mello-leitao, 1941. Conform Catalogue of Life specia Geolycosa sanogastensis nu are subspecii cunoscute.